# BPHL
BPHL (англ. Valacyclovir hydrolase) – білок, який кодується однойменним геном, розташованим у людей на 6-й хромосомі. Довжина поліпептидного ланцюга білка становить 291 амінокислоту, а молекулярна маса — 32 543.
| 10         |  | 20         |  | 30         |  | 40         |  | 50         |
| ---------- |  | ---------- |  | ---------- |  | ---------- |  | ---------- |
| MVAVLGGRGV |  | LRLRLLLSAL |  | KPGIHVPRAG |  | PAAAFGTSVT |  | SAKVAVNGVQ |
| LHYQQTGEGD |  | HAVLLLPGML |  | GSGETDFGPQ |  | LKNLNKKLFT |  | VVAWDPRGYG |
| HSRPPDRDFP |  | ADFFERDAKD |  | AVDLMKALKF |  | KKVSLLGWSD |  | GGITALIAAA |
| KYPSYIHKMV |  | IWGANAYVTD |  | EDSMIYEGIR |  | DVSKWSERTR |  | KPLEALYGYD |
| YFARTCEKWV |  | DGIRQFKHLP |  | DGNICRHLLP |  | RVQCPALIVH |  | GEKDPLVPRF |
| HADFIHKHVK |  | GSRLHLMPEG |  | KHNLHLRFAD |  | EFNKLAEDFL |  | Q          |

A: Аланін

C: Цистеїн

D: Аспарагінова кислота

E: Глутамінова кислота

F: Фенілаланін

G: Гліцин

H: Гістидин

I: Ізолейцин

K: Лізин

L: Лейцин

M: Метіонін

N: Аспарагін

P: Пролін

Q: Глутамін

R: Аргінін

S: Серин

T: Треонін

V: Валін

W: Триптофан

Кодований геном білок за функцією належить до гідролаз. 
Задіяний у таких біологічних процесах, як ацетилювання, альтернативний сплайсинг. 